# Mehdi Bushati
Mehdi Bushati (ur. 20 lutego 1939) – albański piłkarz, w latach 1963–1965 reprezentant Albanii.